# タイワンヤジブカ
タイワンヤジブカ Carcharhinus amboinensis は、メジロザメ属に属するサメの一種。稀種で、東部大西洋とインド太平洋の浅瀬に生息する。濁った水と柔らかい底質を好み、あまり長距離は移動しない。頑丈な体と小さい眼、短い吻を持ち、オオメジロザメと非常によく似ている。この2種は背鰭の大きさの比や臀鰭の形、脊椎骨の数などで区別できる。全長1.9-2.5mになる。
頂点捕食者で、主に硬骨魚や軟骨魚を食べる。胎生で、9-12ヶ月の妊娠期間の後、3-13匹の仔を産む。幼体は湾内などの浅瀬で生活するが、オオメジロザメとは異なり淡水を避ける。人に対して潜在的に危険だと考えられるが、攻撃例はない。肉やフカヒレが利用されるが、肉にはシガテラ毒を持つことがある。IUCNは保全状況を危急種としている。

## 分類

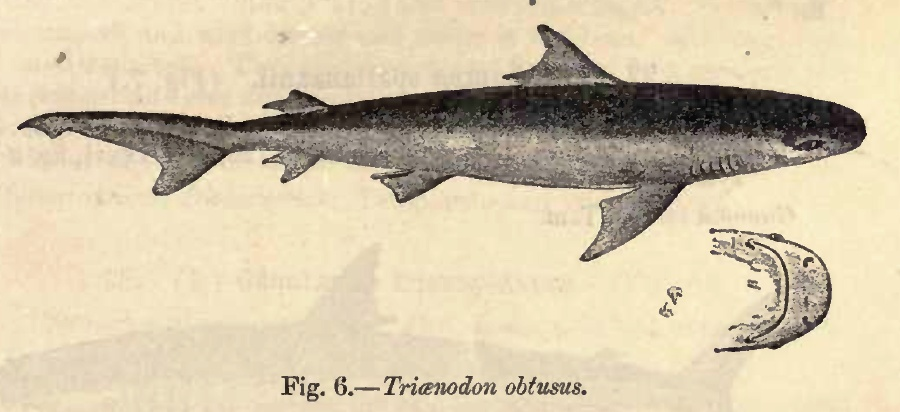
Fauna of British India (1889) におけるFrancis Dayによるイラスト。

1839年のSystematische Beschreibung der Plagiostomen において、ドイツの生物学者ヨハネス・ペーター・ミュラーとヤーコプ・ヘンレによってCarcharias (Prionodon) amboinensis の名で記載された。その後本種はCarcharhinus 属に移された。タイプ標本はインドネシアのアンボン島で捕獲された74cmの雌の剥製で、ここから種小名amboinensis が付けられた。いくつかのジュニアシノニムがあり、例えばTriaenodon obtusus は出産直前の胎児を基に記載されたものである。

### 系統
オオメジロザメとよく似ており、形態系統解析では2種の単系統性は支持された。だが、分子系統解析では単系統性は弱くしか支持されず、本種と他のメジロザメ属との関連性は不明瞭なものになっている。
オーストラリア北部での遺伝子解析からは、本種の進化は更新世（260万-12,000年前）の海岸線の変化に強く影響を受けていることが示唆された。mtDNAの変化パターンからは、生成と消滅を繰り返す地理的障壁によって、個体群が何度も分断されては結合してきたことが一貫して示されている。最も近い時代まで存在した障壁として、6,000年前まで陸橋だったトレス海峡があり、このために西オーストラリア+ノーザンテリトリーとクイーンズランドの個体間で大きな遺伝的差異が生まれることとなった。

## 形態
体は非常に頑丈で、吻は短くて幅広く、丸い。眼は小さくて丸く、瞬膜を備える。前鼻弁は中程度の大きさである。口は幅広い弧を描き、口角の唇褶はほとんど目立たない。片側の歯列は、上顎で11-13（通常12）、下顎で10-12（通常11）である。両顎の中央には1列の正中歯列がある。各歯は幅広い三角形で鋸歯を持つ。下顎歯は上顎歯よりわずかに細く、より直立し、鋸歯が細かい。鰓裂は5対で中程度の長さである。
第一背鰭は大きく三角形で、頂点は尖り、後縁は凹み、胸鰭の後縁あたりから起始する。第二背鰭は第一の1/3以下の高さで、臀鰭の前方から起始する。2基の背鰭間に隆起線はない。胸鰭は長くて幅広く、わずかに鎌型で、先端は細く尖る。臀鰭の後縁は鋭角に切れ込む。尾柄には、尾鰭の基部に深い凹窩がある。尾鰭下葉はよく発達する。上葉は長く、後縁先端には深い欠刻がある。
タイワンヤブジカの皮膚はかなり大きい皮歯に覆われ、年齢と共に密になり重なりが多くなる。各皮歯が3-5本の水平隆起を持ち、後端の5個の突起に繋がる。背面は灰色で腹面は白。体側にはわずかに淡い帯がある。特に幼体では、第二背鰭と尾鰭下葉の先端が黒くなる。1987年にクイーンズランドでアルビノ個体が捕獲されており、これはメジロザメ類のアルビノとして最初に知られたものである。成体は一般的に1.9-2.5mだが、最大で2.8mの個体が知られる。
オオメジロザメとの最も信頼できる識別法は脊椎骨数を数えることで、本種では89–95、オオメジロザメでは101–123である。外部形態では背鰭の大きさの比に差が見られ、本種では第一:第二が3.1:1より大きいが、オオメジロザメではそれより小さい。臀鰭では、本種は切れ込みが鋭角だがオオメジロザメは直角である。下顎の歯列数では、本種が片側10-12であるのに比べ、オオメジロザメは12-13である。

## 分布
アフリカ大西洋岸とインド太平洋の熱帯・亜熱帯域に広く分布するが、個体数が豊富な場所はない。記録も断片的で、正確な分布域はオオメジロザメとの混同のために曖昧になっている。東部大西洋ではカーボベルデ・セネガル・ナイジェリア・ナミビア。イタリアのクロトーネに面した地中海からも1件の報告がある。インド洋では沿岸に沿った全域で見られ、南アフリカ東部からアラビア半島（マダガスカル・セーシェル・モーリシャスを含む）、東南アジア・オーストラリア北部。太平洋では、北は中国南部・フィリピンから東はニューギニア・ミクロネシアの一部まで分布する。タグと遺伝子による調査から、特に幼体は長距離の回遊を行わず、その地域に留まることが示された。成体での最大の移動距離としては1080kmの記録がある。
深度150mまでの沿岸に生息し、細かい堆積物のある濁った水を好む。河口に入ることはあるが、オオメジロザメとは異なり汽水を避け、川を遡ることもない。幼体の行動が、クイーンズランド北東のクリーブランド湾において詳しく調査されている。幼体は年間を通じて湾内に留まり、流れ込む3本の川によって強い流れと高い濁度が生み出される湾の東岸で生活する。個体の行動圏は比較的狭く、平均30km2程度で、成長に伴って広くなる。幼体は通常40mより浅い場所に留まり、中でも出生直後の個体は湾の最も浅い場所でほとんどの時間を過ごす。また、満潮時には潮間帯に入り、干潮時には戻る。この動きは、水面下となった干潟で餌を摂るため、または深い場所に生息する大型のサメによる捕食を避けるためだと考えられる。乾季には河口に近づき、雨季には離れるという年間の行動サイクルも見られる。これは、雨季には大量の淡水が河口に流れ込むことによると見られ、直接・間接的な結果として、塩分濃度と溶存酸素の低下を避ける反応となっている。

## 生態
タイワンヤブジカは主に単独性であるが、稀に数個体が同じ場所にいることもある。モザンビーク海峡では、海峡の東側ではオオメジロザメより数が多いが、西側では逆であり、競争排除則が働いたと考えられる。寄生虫として粘液胞子虫のKudoa carcharhini ・カイアシ類のPandarus smithii ・Pandarus cranchii 、条虫のCallitetrarhynchus gracilis ・Cathetocephalus 属の一種・Floriceps minacanthus ・Heteronybelinia australis ・Otobothrium australe ・Otobothrium crenacolle ・Protogrillotia 属の一種が記録されている。幼体は大型のサメによる捕食に対して潜在的に脆弱であるが、クリーブランド湾での幼体の死亡率は年間5%を超えないと計測される。これはオオメジロザメと同程度で、カマストガリザメやレモンザメと比べるとかなり低い。

### 摂餌

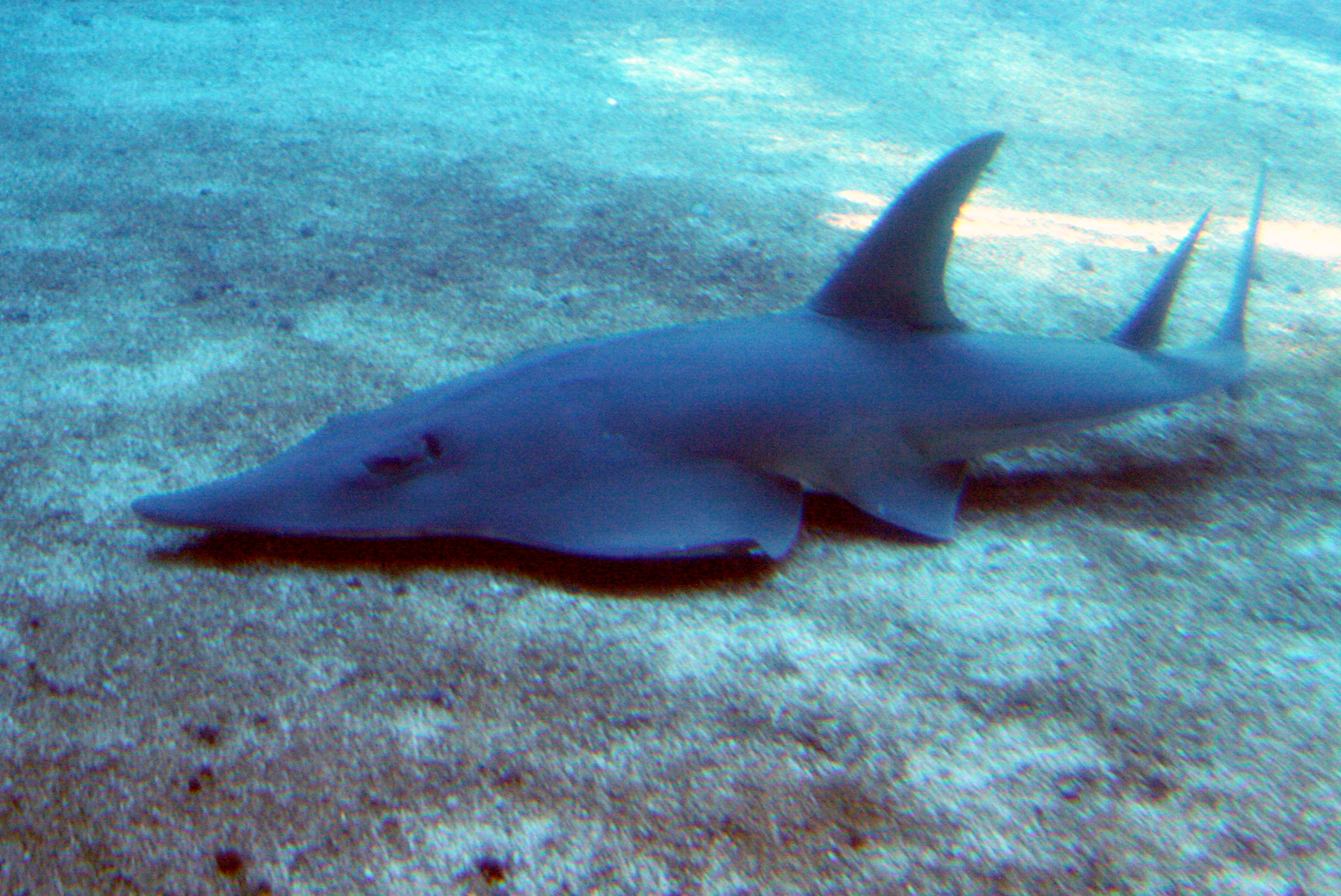
南アフリカではサカタザメなどの軟骨魚類を餌とする。

表層でも餌を摂るが、主に海底で摂餌行動を行う傾向にある。頂点捕食者であり、餌は主にニベ科・カレイ目・タチウオなどの硬骨魚で、軟骨魚類・頭足類・十脚類も食べる。腹足類・ウミヘビ・イルカ・クジラの死骸などを食べた記録もある。南アフリカでは他の地域と比べて、餌に占める他のサメやエイの比率が顕著に高く、メジロザメ類・カスザメ属・サカタザメ科・アカエイ科・トビエイ科などを食べる。

### 生活史
他のメジロザメ類同様に胎生で、卵黄を使い果たした胚は卵黄嚢を胎盤に転換する。成熟雌は片側の卵巣と両側の子宮が機能する。生活史の詳細は地域により異なり、南アフリカでは妊娠期間は12ヶ月、交尾と出産は晩夏、産仔数は3-7（平均5）、出生時は75-79cmである。。オーストラリア北部では、妊娠期間は9ヶ月、出産は11-12月、産仔数は6-13（平均9）、出生時は59-66cmである。
幼体は少なくとも3歳になるまで、湾内のような浅い沿岸域に留まり、このような環境を成育場として用いていることが示唆される。成長すると陸地から離れた深い海域に行くことが増えて行き、最終的には成育場を離れる。寿命は長く、成長は遅い。雄は雌より成長が速いが、最終的な大きさは小さい。雄は12歳・2.1m、雌は13歳・2.2mで性成熟する。寿命は最低でも、雄で26年・雌で30年。

## 人との関わり
タイワンヤブジカは、大型で歯が強いため人に対して潜在的に危険であると見なされる。だが、攻撃の報告はない。延縄や刺し網によって稀に捕獲され、肉やフカヒレが利用される。肉食魚であるため渦鞭毛藻の作るシガテラ毒を肉に生物濃縮していることがある。1993年11月には、マダガスカルのマナカラでおよそ500人が中毒し、98人が死亡した。これはサメによる大規模シガテラ中毒事例として初のもので、大量の死者を出したものとしても初である。IUCNは全体としての保全状況を情報不足としているが、稀種であることから乱獲に弱いであろうことを指摘している。クワズール・ナタール州では、少数の個体がサメ防御網に絡まって死亡している。このタイワンヤブジカの捕獲数と平均の大きさは1978年から1998年の間に減少しており、地域個体群の消失が危惧されている。このため、インド洋南西部での保全状況は準絶滅危惧とされている。